# Guusje Westermann
Guusje Westermann (Den Haag, 20 januari 1946) is een Nederlands toneel- en tv-actrice. Westermann kwam in 1969 van de Maastrichtse toneelacademie en debuteerde op 25 september van dat jaar in Joseph in Dothan bij de Noorder Compagnie. Drie jaar later stapte zij over naar de Haagse Comedie. Aan dit gezelschap bleef zij lange tijd verbonden. Haar loopbaan (ook hoorspelen bij de KRO) werd onderbroken door de geboorte van twee zoons uit haar huwelijk met Wim van den Heuvel.

## Televisie
- Bergen Binnen - Huishulp Machteld Sluisman (2004)
- All Stars - Vrouw bij deur (2001)
- Wildschut & De Vries - Mevr. Goemans (2000)
- Westenwind - Schoolhoofd (1999)
- Toen was geluk heel gewoon - Boze klant in wasserette (2001)
- Toen was geluk heel gewoon - Moeder-overste (1998)
- Goede tijden, slechte tijden - Directrice ziekenhuis (1997)
- Oppassen!!! - Louise Muisterga (Afl. De onthulling, 1996)
- Toen was geluk heel gewoon - Mevrouw van der Bloes (gemeenteambtenaar) (1996)
- Oppassen!!! - Apotheker (Afl.  De plicht roept, 1995)
- Bureau Kruislaan (1995)
- SamSam - Dokter Sybrands (1995)
- Ha, die Pa! - Suus van Roon (1990-1993)
- Medisch Centrum West - Mevrouw Klaassen (1990)
- Steil achterover (1989)

## Films
- Ik ook van jou - Moeder van Eric (2001)
- Een trouwring mag niet knellen - Stine (1988)